# Kevin Ollie
Kevin Jermaine Ollie (Dallas, Texas, 27 de diciembre de 1972) es un exjugador y entrenador estadounidense de baloncesto que jugó 13 temporadas en la NBA. Con 1,91 metros, jugaba en la posición de base.

## Carrera

### Universidad
Ollie jugó en la Universidad de Connecticut, donde fue nombrado en el tercer mejor quinteto de la Big East Conference en su año sénior y batió el récord de más asistencias repartidas en una temporada en la historia de los Huskies con 212. UConn consiguió un balance de 57-10 en los dos últimos años de Ollie y ganando el título de conferencia en ambas campañas.

### NBA

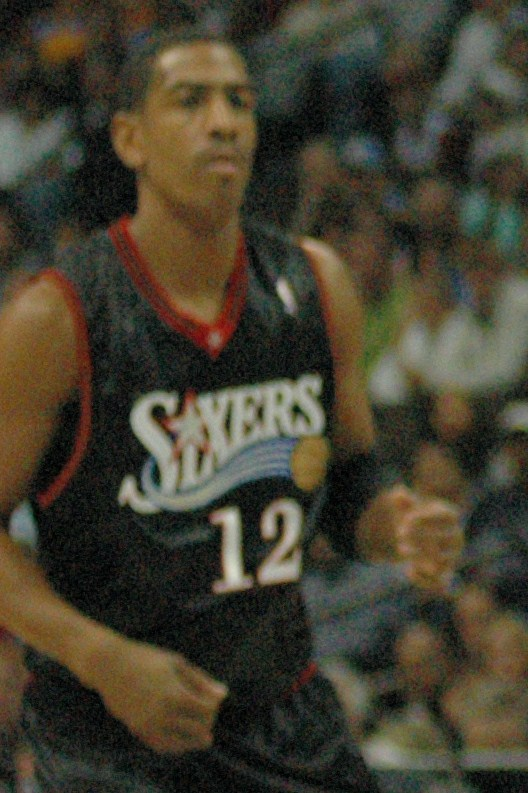
Ollie con los 76ers en 2007.

Ollie no fue elegido en el Draft de la NBA de 1995, por lo que se tuvo que marchar a jugar a Connecticut Pride de la CBA, donde promedió 19.8 puntos, 3.2 rebotes, 4.9 asistencias y 2.04 robos de balón en 24 partidos, además de ser elegido en el Amercian Conference All-Star Team. Esa misma temporada, jugó en Dallas Mavericks y Orlando Magic, apareciendo en 35 partidos en total y promediando 3.5 puntos y 1.9 asistencias en 12.3 minutos de juego. En los siguientes años, vistió la camiseta de Sacramento Kings, Philadelphia 76ers, New Jersey Nets, Indiana Pacers, Chicago Bulls, Seattle SuperSonics, Milwaukee Bucks, Cleveland Cavaliers, de nuevo Philadelphia 76ers y Minnesota Timberwolves. Especialista defensivo, su rol no ha pasado nunca de base suplente.
El 1 de agosto de 2009 fichó por Oklahoma City Thunder.

### Entrenador

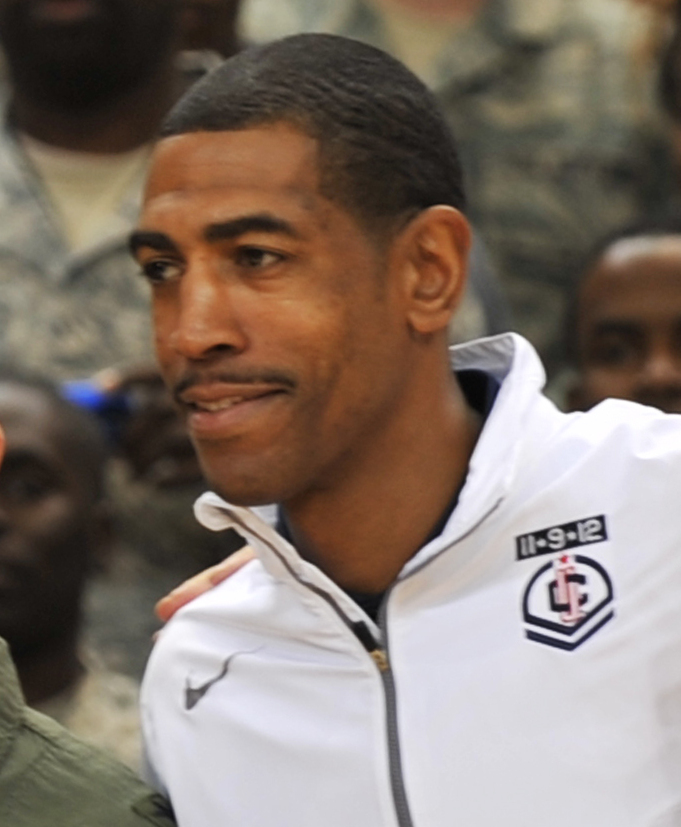
Kevin Ollie en 2013.

Tras dos años como asistente, desde 2012 a 2018 fue el entrenador principal de la Universidad de Connecticut.
El 12 de abril de 2021, se une como entrenador principal de desarrollo de jugadores en Overtime Elite.
En junio de 2023 se une al cuerpo técnico de los Brooklyn Nets como asistente. En febrero de 2024, tras la destitución de Jacque Vaughn, se convierte en entrenador interino.

## Estadísticas de su carrera en la NBA

### Temporada regular
| Año     | Equipo        | PJ  | PT  | MPP  | %TC  | %3P   | %TL   | RPP | APP | ROB | TPP | PPP |
| ------- | ------------- | --- | --- | ---- | ---- | ----- | ----- | --- | --- | --- | --- | --- |
| 1997–98 | Dallas        | 16  | 0   | 13.4 | .333 | .000  | .720  | 1.3 | 2.0 | .4  | .0  | 2.9 |
| 1997–98 | Orlando       | 19  | 0   | 11.4 | .411 | .000  | .689  | .9  | 1.7 | .4  | .0  | 4.1 |
| 1998–99 | Sacramento    | 7   | 0   | 9.7  | .308 | .000  | .800  | .9  | .4  | .4  | .1  | 1.7 |
| 1998–99 | Orlando       | 1   | 0   | 4.0  | .000 | .000  | .500  | 1.0 | .0  | .0  | .0  | 1.0 |
| 1999–00 | Philadelphia  | 40  | 0   | 7.3  | .449 | .000  | .757  | .8  | 1.2 | .2  | .0  | 1.8 |
| 2000–01 | New Jersey    | 19  | 0   | 8.5  | .185 | .000  | .632  | 1.2 | 1.3 | .3  | .0  | 1.2 |
| 2000–01 | Philadelphia  | 51  | 4   | 15.0 | .430 | .333  | .729  | 1.4 | 2.4 | .5  | .0  | 3.8 |
| 2001–02 | Chicago       | 52  | 17  | 22.0 | .383 | .500  | .838  | 2.5 | 3.7 | .7  | .0  | 5.8 |
| 2001–02 | Indiana       | 29  | 0   | 19.9 | .400 | .000  | .804  | 1.9 | 3.4 | .9  | .0  | 5.4 |
| 2002–03 | Milwaukee     | 53  | 4   | 21.3 | .459 | .200  | .747  | 1.9 | 3.4 | .7  | .1  | 5.7 |
| 2002–03 | Seattle       | 29  | 1   | 26.6 | .441 | 1.000 | .759  | 2.9 | 3.8 | 1.1 | .0  | 8.0 |
| 2003–04 | Cleveland     | 82  | 7   | 17.1 | .370 | .444  | .835  | 2.1 | 2.9 | .6  | .1  | 4.2 |
| 2004–05 | Philadelphia  | 26  | 0   | 6.1  | .355 | .000  | .667  | .7  | .7  | .2  | .0  | 1.1 |
| 2005–06 | Philadelphia  | 70  | 23  | 15.3 | .431 | .333  | .837  | 1.4 | 1.4 | .5  | .0  | 2.7 |
| 2006–07 | Philadelphia  | 53  | 23  | 17.3 | .433 | .000  | .822  | 1.4 | 2.5 | .4  | .0  | 3.8 |
| 2007–08 | Philadelphia  | 40  | 0   | 7.5  | .420 | .000  | .800  | .5  | 1.0 | .2  | .0  | 1.8 |
| 2008-09 | Minnesota     | 50  | 21  | 17.0 | .407 | .000  | .833  | 1.5 | 2.3 | .4  | .1  | 4.0 |
| 2009-10 | Oklahoma City | 25  | 0   | 10.5 | .400 | .000  | 1.000 | 1.0 | 0.8 | .4  | .0  | 1.8 |
| Total   | Total         | 662 | 100 | 15.6 | .410 | .310  | .792  | 1.5 | 2.3 | .5  | .0  | 3.8 |

### Playoffs
| Año   | Equipo        | PJ | PT | MPP  | %TC  | %3P  | %TL   | RPP | APP | ROB | TPP | PPP |
| ----- | ------------- | -- | -- | ---- | ---- | ---- | ----- | --- | --- | --- | --- | --- |
| 2000  | Philadelphia  | 10 | 0  | 6.5  | .500 | .000 | .889  | .5  | 1.2 | .2  | .0  | 2.0 |
| 2001  | Philadelphia  | 23 | 0  | 5.3  | .370 | .000 | .929  | .4  | 1.0 | .0  | .0  | 1.4 |
| 2002  | Indiana       | 5  | 0  | 23.6 | .423 | .500 | 1.000 | 2.4 | 4.6 | .6  | .0  | 5.8 |
| 2008  | Philadelphia  | 3  | 0  | 6.3  | .250 | .000 | 1.000 | .3  | 1.0 | .7  | .0  | 1.3 |
| 2010  | Oklahoma City | 1  | 0  | 5.0  | .000 | .000 | .000  | .0  | .0  | .0  | .0  | .0  |
| Total | Total         | 42 | 0  | 7.9  | .406 | .500 | .935  | .7  | 1.5 | .2  | .0  | 2.1 |

## Estadísticas como entrenador
| Equipo   | Año     | P  | V  | D    | V–D% | Finalizado       | PP | VP | DP | PV–D% | Resultado   |
| -------- | ------- | -- | -- | ---- | ---- | ---------------- | -- | -- | -- | ----- | ----------- |
| Brooklyn | 2023-24 | 28 | 11 | 17   | .393 | 4.º en Atlántico | —  | —  | —  | —     | No playoffs |
| Total    | 28      | 11 | 17 | .393 |      | —                | —  | —  | —  |       |             |